# Носії заряду
Носії заряду — загальний термін для позначення часток чи квазічасток, які дають внесок у електричний струм.
Носіями заряду можуть бути електрони, дірки, катіони, аніони тощо, залежно від
середовища, в якому проходить струм.
- напівпровідники — електрони й дірки;
- метали й вакуумні прилади — електрони;
- електроліти й суперіоніки — йони;
- плазма — електрони та йони.

Важливими характеристиками носіїв заряду є рухливість і коефіцієнт дифузії.
В напівпровідниках розрізняють основні носії заряду й неосновні носії заряду. В напівпровідниках n-типу основними носіями заряду є електрони провідності, а дірки є неосновним носіями заряду. В напівпровідниках p-типу основними носіями заряду є дірки, а електрони — неосновними.